# Berding Beton

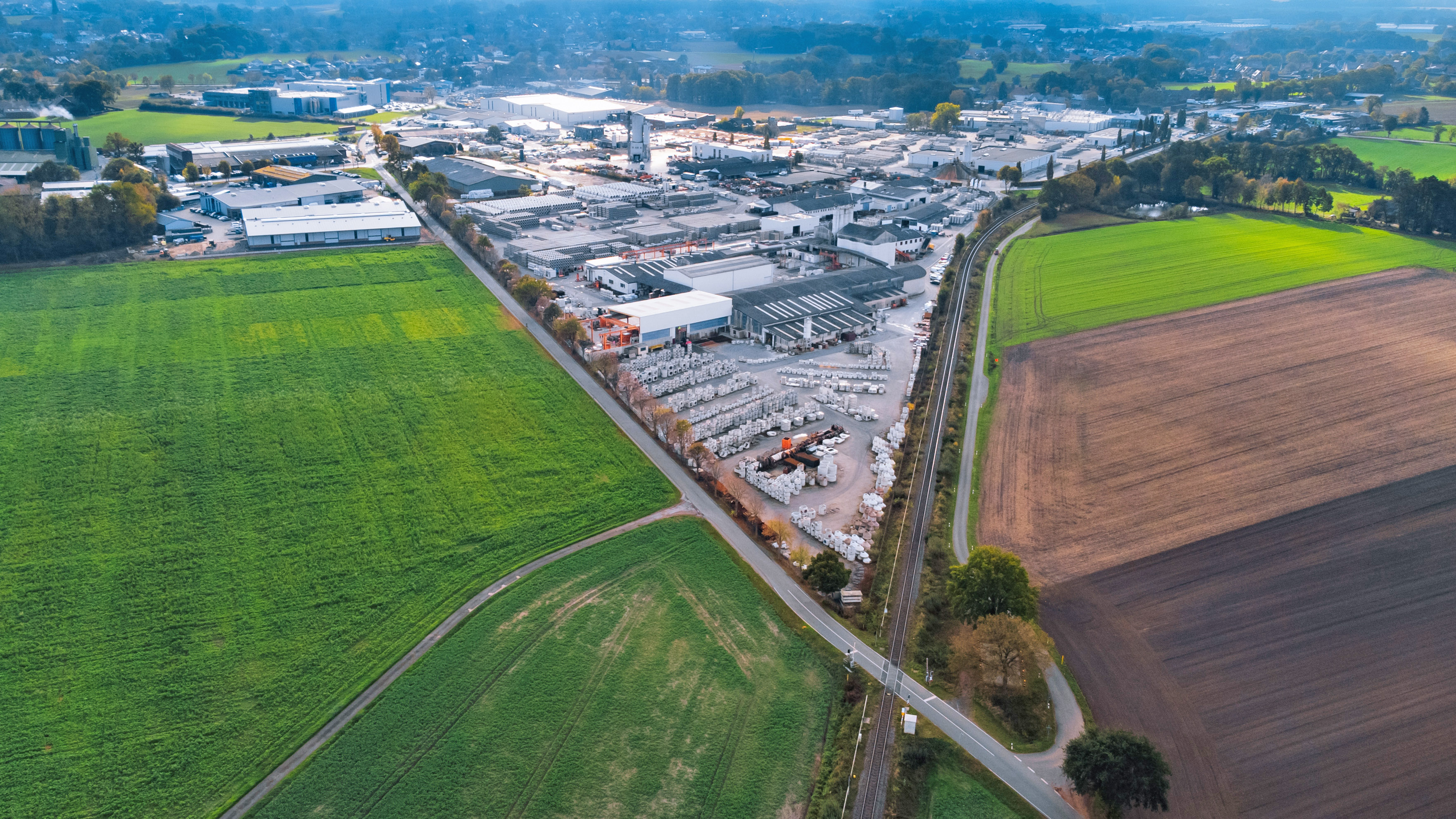
Luftbild des Werks in Steinfeld

Die Berding Beton GmbH (Eigenschreibweise: BERDING BETON) mit Sitz im niedersächsischen Steinfeld produziert und vertreibt Betonprodukte für den Tiefbau sowie für den Garten- und Landschaftsbau. Außerdem bietet es Produkte für das Regenwasser-Management und den Wasserbau sowie Transportbeton an.

## Produkte, Anwendungen und Kunden
Das Sortiment umfasst rund 16.000 Produkte. Sie werden im Tiefbau, beispielsweise im Straßen- und Kanalbau, sowie im Garten- und Landschaftsbau verwendet. Kunden sind vor allem Baustoffhändler und Bauunternehmen, außerdem Kommunen, ferner Architekten.

## Organisation
Das Unternehmen betreibt an 32 Standorten Betonsteinwerke und an 15 Standorten Rohr- und Schachtwerke.

## Umsatzentwicklung
Nur Berding Beton GmbH:
|                | 2011  | 2012  | 2013  | 2014  | 2015  | 2016  | 2017  | 2018  | 2019  | 2020  | 2021  | 2022  |
| -------------- | ----- | ----- | ----- | ----- | ----- | ----- | ----- | ----- | ----- | ----- | ----- | ----- |
| (in Mio. Euro) | 233,8 | 224,5 | 224,0 | 243,7 | 234,3 | 245,2 | 257,9 | 271,6 | 293,5 | 333,7 | 322,5 | 348,6 |

Die Umsätze der deutschen und niederländischen Schwesterunternehmen sind in den Zahlen nicht enthalten. Diese werden auf ca. 100 Mio. Euro im Jahr 2022 geschätzt.

## Geschichte
Das Unternehmen startete 1960 mit dem Betrieb einer Kieswaschanlage. Die Inbetriebnahme des ersten Werks für Transportbeton erfolgte 1969. Ein vollautomatisches Betonsteinwerk wurde 1980 gebaut. 1989 erwarb das Unternehmen das Rohr- und Schachtwerk in Steinfeld. Im Jahr darauf erwarb es die Oldenburger Betonsteinwerke in Wardenburg – hier wurde 1956 der „Wardenburger Pflasterstein“ erfunden – mitsamt dem Zweigwerk in Aurich. Bereits damals verfügte das Unternehmen über Betriebe in Stubben, Oyten, Goldenstedt, Ankum, Steinfeld und Dinslaken. Zum Jahresanfang von 1996 übernahm Berding Beton die Pebüso-Betonwerke in Bookholzberg. Im selben Jahr trat das Unternehmen zudem in den Markt für Rahmen und Bauwerke aus Beton ein; drei Jahre später begann die Produktion von Mauerscheiben.
Die Fertigung von Großrohren und Vortriebsrohren startete 2002. Die Übernahme der Züblin-Rohrwerke GmbH in Schermbeck-Bricht erfolgte Mitte 2005. Das Unternehmen lieferte 2006 Stahlbeton-Vortriebsrohre für einen drei Kilometer langen unterirdischen Abwasserkanal in Duisburg-Stockum. Säurewiderstandsfähiger Beton (SWB) wird seit 2008 angeboten. 2009 erwarb Berding Beton eine Pflastersteinproduktion in Lauenburg. Das Kanalbauwerk Nievenheim folgte 2010, die Kanalbausparte der Schäfer Stahlbeton GmbH (Rheinsheim) und das Betonsteinwerk der Gebr. Hansen GmbH & Co. in Mielberg 2011. 2011 brachte das Unternehmen zudem Pflastersteine auf den Markt, die die Stickoxid-Belastung durch Straßenverkehr nachweisbar reduzieren. Polymerbeton-Produkte für den Kanalbau bietet das Unternehmen seit 2012 an, entscheidend war dabei die Übernahme der
insolventen Meyer Rohr + Schacht GmbH (heute: meyer-Polycrete GmbH) in Stendal. Das Fritz-Herrmann Betonwerk in Kleinhelmsdorf gehört seit 2014 zum Unternehmen. Bei der Umstrukturierung des Emscher-Systems war das Unternehmen in den 2010er Jahren beteiligt: Zum Bau des Stauraumkanals für das Abwasser-System Sellmannsbach in Gelsenkirchen lieferte es die Spezialbeton-Rohrelemente. Für ein ähnliches Projekt in Berlin, der Errichtung eines Stauraumkanals unter dem Mauerpark (2018–2020), wurde Berding Beton ebenfalls mit der Herstellung der großen Spezialbeton-Rohrelemente beauftragt. Beim Bau des Tunnels für Fernwärmeleitungen unter dem Rhein zwischen Köln-Niehl und Köln-Mülheim lieferte das Unternehmen ebenfalls die benötigten Betontunnel-Elemente.

## Kartellverfahren
In den Jahren 2011/12 und 2014 war das Unternehmen an zwei Kartellverfahren beteiligt.

### Kartell Betonrohre
Im August 2011 hat das Bundeskartellamt mitgeteilt, eine Gesamtgeldbuße von 11,86 Mio. Euro gegen die Berding Beton GmbH, die Betonwerk Bieren GmbH sowie fünf verantwortliche Personen verhängt zu haben. Die beiden Unternehmen hatten von Januar 2006 bis Februar 2010 den Markt für Betonrohre im gemeinsamen Vertriebsgebiet untereinander aufgeteilt.
Im März 2012 wurde der zweite Verfahrensteil gegen die Berding Beton GmbH und sieben weitere Hersteller von Betonrohren ebenfalls für den Zeitraum 2006 bis 2010 abgeschlossen.

### Kartell Standardpflastersteine und Bahnsteigkanten
Im zweiten Verfahren gegen fünf Hersteller von Standardpflastersteinen und Bahnsteigkanten wurden im März 2012 Bußgelder verhängt. Berding war an dem Kartell beteiligt, musste aber durch Anwendung der Kronzeugenregelung kein Bußgeld bezahlen.
Im zweiten Verfahrensteil wurden im September 2014 Bußgelder gegen 12 Hersteller von Standardpflastersteinen verhängt. Auch hier war Berding beteiligt, blieb aber als Kronzeuge ohne Bußgeld. In beiden Verfahrensteilen war das Kartell von Januar 2006 bis Februar 2010 aktiv.

## Schwesterunternehmen (Deutschland)
- Meyer-Polycrete GmbH, Stendal - 100 % -seit 2012[24]
- Pebüso Betonwerk GmbH & Co. KG, Münster - 1 Betonsteinwerk in Münster - seit 1996[25]
- Caspar-Hessel GmbH & Co. KG, Dortmund - 1 Rohr- und Schachtwerk im Dortmunder Hafen[26]
- 3A Wassertechnik GmbH & Co. KG, Augsburg - seit 2024[27]
- 3A Beton GmbH & Co. KG, Hagenbach - seit 2024

## Schwesterunternehmen (Niederlande)
- Noppert Beton B.V., Burgum und Groningen[28]
- Facade Beton, Maastricht
- LBN Betonproducten B.V.
- Leicon Traffic Management, Steenwijk